# Al-Hussein SC Bagdá
O Al-Hussein Sports Club é um clube de futebol com sede em Bagdá, Iraque. A equipe compete no Campeonato Iraquiano de Futebol.

## História
O clube foi fundado em 1999.